# Институт горного дела имени Д. А. Кунаева
Институт горного дела имени Д. А. Кунаева — научное учреждение Казахстана, занимается проведением фундаментальных и прикладных исследований в области добычи и переработки полезных ископаемых. Входит в состав Национального центра по комплексной переработке минерального сырья Республики Казахстан.

## История
В соответствии с постановлением Совнаркома КазССР от 6 декабря 1944 года № 689 «Сектор горного дела» Института геологических наук КазФАН СССР был преобразован в Институт горного дела КазФАН СССР. Приказом от 25 апреля 1945 года по КазФАН СССР первым директором института был назначен кандидат технических наук И. З. Лысенко, выпускник Криворожского горнорудного института. В 1946 году преобразован в Институт горного дела Академии наук Казахской ССР.
Особый вклад в организацию и развитие института внёс Д. А. Кунаев, известный фундаментальными работами, посвященным важным проблемам теории и практики разработки месторождений открытым способом, исследованием и внедрением эффективных методов отбойки руды на карьерах, обобщением многолетнико опыта эксплуатации и проектирования рудников Казахстана.
Исследования Д. Кунаева способствовали существенному повышению эффективности производства в горно-добывающей промышленности республики.
Заметный вклад в развитие горной науки внесли ученые института: О. А. Байконуров, А. Н. Джакупбаев, Ж. М. Канлыбаева и др..

## Руководители
- доктор технических наук И. З. Лысенко
- член-корреспондент АН КазССР А. Ч. Мусин
- профессор, доктор технических наук А. М. Сиразутдинов
- доктор технических наук, профессор И. З. Лысенко
- кандидат технических наук В. Г. Береза
- член-корреспондент НАН РК Ш. А. Болгожин
- член-корреспондент НАН РК Е. И. Рогов
- доктор технических наук, профессор М. Ж. Битимбаев
- Академик НАН РК, доктор технических наук, профессор С. Ж. Галиев (с 2001 года)
- Академик НАН РК, доктор технических наук, профессор, заслуженный изобретатель РК Н.С. Буктуков
- PhD Е.Т. Утешов

## Основные научные направления
- разработка эффективных и экологически чистых и безопасных технологий освоения природных и техногенных месторождений полезных ископаемых;
- прогноз и управление геомеханическими процессами при подземной добыче руд;
- разработка автоматизированных систем управления технологическими процессами на карьерах, планирования и проектирования горных работ;
- механизация, автоматизация и роботизация подземных и открытых горных работ при разработке природных и техногенных ресурсов;
- комплексное освоение недр и вторичных ресурсов;
- разработка и создание новых взрывчатых веществ, средств доставки и способов приготовления ВВ на месте использования;
- создание безопасных и комфортных условий труда горнорабочих;
- проектно-конструкторские работы;
- консалтинговые услуги в области горного права, экономики горного производства, геоэкологии и геотехнологии, буровзрывных работ и др.;
- подготовка специалистов высшей квалификации в области горного производства.

## Научные подразделения
- Отдел «Технологии разработки месторождений»
  - Лаборатория «Технологии подземной разработки рудных месторождений»
- Отдел «Физико-технических проблем комплексного освоения недр»
  - Лаборатория «Физико-технических проблем разработки месторождений»
  - Лаборатория «Спецметодов разработки недр»
  - Лаборатория «Комплексного освоения недр»
- Отдел «Геомеханики»
  - Лаборатория «Горного давления»
  - Лаборатория «Управления геомеханическими процессами»
  - Лаборатория «Сдвижения пород и охраны горных выработок»
- Отдел «Геотехники»
  - Лаборатория «Механизации и роботизации подземных горных работ»
  - Лаборатория «Разрушения и доставки горных пород»
  - Лаборатория «Взрывных работ»
- Отдел «Экологии и безопасности горных работ»
  - Лаборатория «Физико-химических способов переработки минерального сырья»
  - Лаборатория «Рудничной аэрологии»
  - Лаборатория «Экологии и рационального освоения недр»
- Отдел «Горной системологии»
  - Лаборатория «Экономического анализа планирования и управления»
  - Лаборатория «Автоматизированного проектирования»
  - Лаборатория «Основ теории технологии добычи полезных ископаемых»